# Fritz Baeschlin

Fritz Baeschlin (1935)

Carl Fridolin „Fritz“ Baeschlin (* 5. August 1881 in Glarus; † 7. Dezember 1961 in Zürich) war ein Schweizer Geodät, Ingenieur und Hochschullehrer. Bekannt wurde er vor allem für sein Lehrbuch der Geodäsie.

## Leben
Baeschlin war der Sohn von Johann Jakob Baeschlin und der Anna Maria geborene Tschudi. In Frauenfeld besuchte er bis zur Reifeprüfung 1890 die Kantonschule. Danach absolvierte er eine Lehre als Geodät an der Bauingenieurschule, die er mit Diplom abschloss. Anschliessend trat Baeschlin in den Dienst der Eidgenössischen Landestopographie und stieg bis zum Ingenieur I. Klasse auf, wobei er sich auf Triangulierung spezialisiert hatte.
1908 wurde Baeschlin zum stellvertretenden Professor an die Technische Hochschule in Zürich berufen. Als Vertretung des erkrankten Professors Rosenmund wurde er im November 1909 in Zürich zum ordentlichen Professor für Geodäsie und Topographie berufen. Als solcher übernahm er 1913 die Präsidentschaft der Schweizer geodätischen Kommission.  Am 23. Februar 1949 hielt Baeschlin seine letzte Vorlesung über das Thema „Aus der Geschichte der Geodäsie“.
Ferner war er Redaktor der Schweizerischen Zeitschrift für Vermessung, Kulturtechnik und Photogrammetrie.
Von 1951 bis 1954 präsidierte Fritz Baeschlin die [Internationale Assoziation für Geodäsie].

## Werke (Auswahl)
- Die Nivellements hoher Präzision und die internat. Vorschriften ihrer Fehler-Berechnung. Zürich 1918.
- Ausgleichsrechnung und Landesvermessung. Zürich o. J.
- Die Reduktion der Präzisions-Nivellements wegen Nichtparallelität der Niveauflächen und andere Fragen als Studien zum Schweizer Landesnivellement. Bern 1925.
- mit Max Zeller: Lehrbuch der Stereophotogrammetrie. Mit besonderer Berücksichtigung der Geräte der Firma Wild in Heerbrugg. Zürich 1934.
- Einschalten von Punkten in gezwängte Triangulationsnetze nach der vermittelnden Koordinatenausgleichung. Ausschnitt aus der Vorlesung „Vermessungskunde“. Zürich 1946.
- Einführung in die Kurven- und Flächentheorie auf vektorieller Grundlage, bearbeitet von W. Höhn. Zürich 1947.
- Lehrbuch der Geodäsie. Zürich 1948.
- Ergänzung zur Berechnung der mittleren Schwere in einer Lotlinie nach Th. Niethammer unter Berücksichtigung der Isostasie. München 1955.
- Zum 60. Geburtstag von Herrn Dr. h. c. Hans Härry, eidg. Vermessungsdirektor, Bern. In: Schweizerische Zeitschrift für Vermessung, Kulturtechnik und Photogrammetrie 53 (1955), Nr. 11 (8. November 1955), doi:10.5169/seals-211804#323, S. 313–315.

## Ehrungen
- 1930: Dr.-Ing. h. c. an der Technischen Hochschule Berlin
- 1948: Ehrendoktor der Hochschule für Bodenkultur Wien